# Sport-Club Charlottenburg
Lo Sport-Club Charlottenburg è una società pallavolistica maschile tedesca con sede a Berlino: milita nel campionato tedesco di 1. Bundesliga.

## Storia

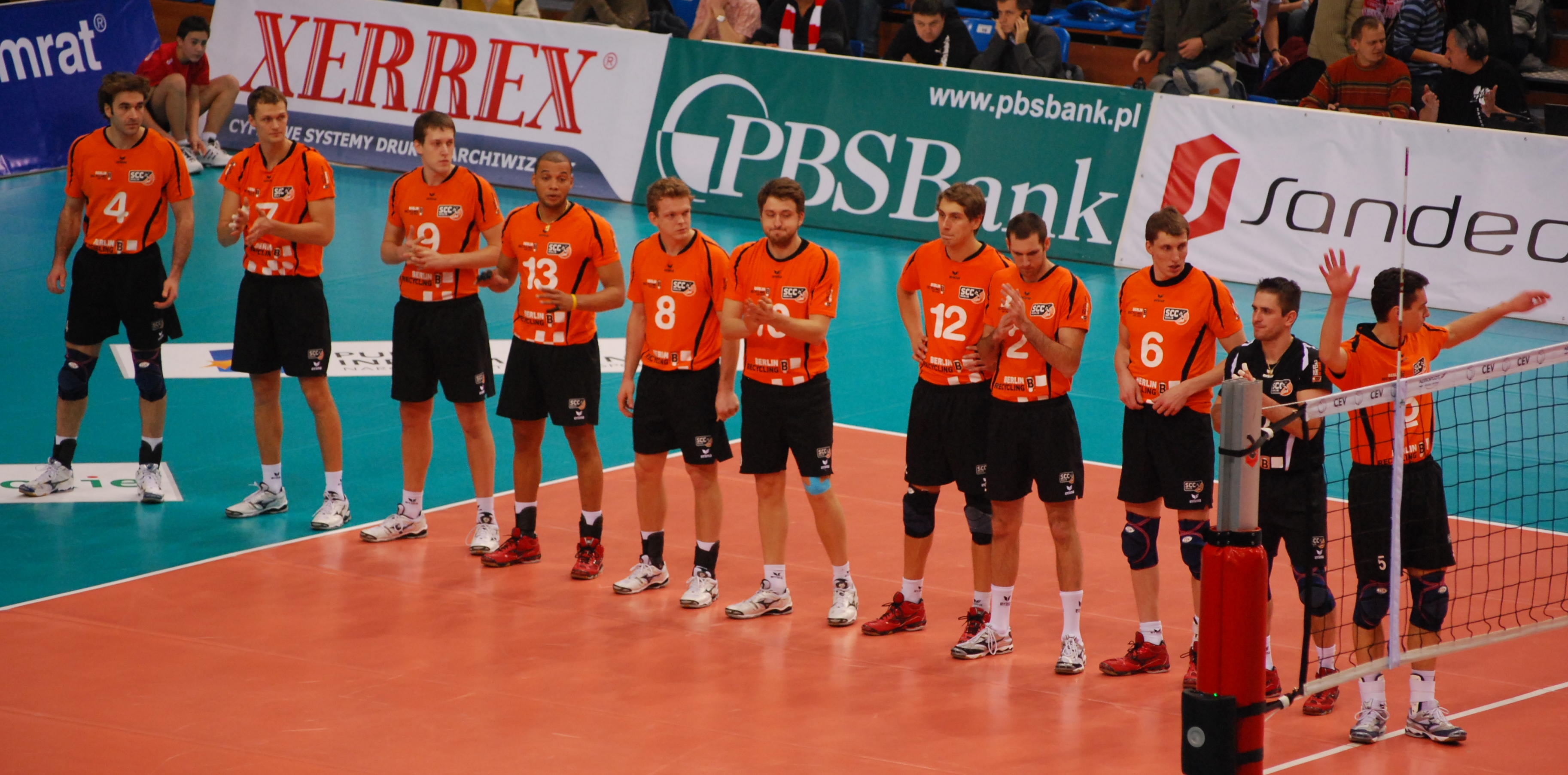
Pallavolisti dello Charlottenburg nella stagione 2010-11

## Rosa 2019-2020
| N° | Nome            | Ruolo | Data di nascita   | Nazionalità sportiva |
| -- | --------------- | ----- | ----------------- | -------------------- |
| 1  | Adam Kowalski   | L     | 16 settembre 1994 | Polonia              |
| 3  | Kyle Ensing     | O     | 6 marzo 1997      | Stati Uniti          |
| 4  | Jeffrey Jendryk | C     | 15 settembre 1995 | Stati Uniti          |
| 5  | Moritz Reichert | S     | 15 marzo 1995     | Germania             |
| 6  | Sergej Grankin  | P     | 21 gennaio 1985   | Russia               |
| 7  | Georg Klein     | C     | 22 agosto 1991    | Germania             |
| 9  | John Hatch      | S     | 12 febbraio 1996  | Stati Uniti          |
| 10 | Julian Zenger   | L     | 26 agosto 1997    | Germania             |
| 11 | Cody Kessel     | S     | 3 dicembre 1991   | Stati Uniti          |
| 12 | Samuele Tuia    | S     | 24 luglio 1986    | Francia              |
| 13 | Benjamin Patch  | O     | 21 giugno 1994    | Stati Uniti          |
| 14 | Nicolas Le Goff | C     | 15 febbraio 1992  | Francia              |
| 18 | Pierre Pujol    | P     | 13 luglio 1984    | Francia              |

## Palmarès
- Campionato tedesco: 14

1992-93, 2002-03, 2003-04, 2011-12, 2012-13, 2013-14, 2015-16, 2016-17, 2017-18, 2018-19,
2020-21, 2021-22, 2022-23, 2023-24
- Coppa di Germania dell'Est: 1

1990-91
- Coppa di Germania: 8

1993-94, 1995-96, 1999-00, 2015-16, 2019-20, 2022-23, 2023-24, 2024-25
- Supercoppa tedesca: 3

2019, 2020, 2021
- Coppa di Lega: 3

2022, 2023, 2024
- Coppa CEV: 1

2015-16